# Volo Eastern Air Lines 45
Il Volo Eastern Air Lines 45 era un volo di linea commerciale nazionale che ebbe una collisione in volo con un bombardiere A-26 Invader dell'USAAF sulla Carolina del Sud nord-orientale il 12 luglio 1945, costringendo l'aereo di linea ad un atterraggio di emergenza in un campo e provocando lo schianto del bombardiere. Un passeggero della compagnia aerea e due membri dell'equipaggio del bombardiere sono rimasti uccisi.

## L'incidente
Il 12 luglio 1945, un A-26C-35-DT Invader dell'aeronautica militare degli Stati Uniti, 44-35553, durante un volo di addestramento in partenza dal Florence Army Air Field, ebbe una collisione a mezz'aria con il Volo Eastern Air Lines 45 da Washington, DC a Columbia, Carolina del Sud, un DC-3-201C, NC25647, c/n 2235, a circa 3.100 piedi, 11,9 miglia a Est Nord Est di Florence, Carolina del Sud, sopra la comunità di Lamar, Carolina del Sud, alle 14.36. La pinna verticale dell'A-26 colpì l'ala sinistra dell'aereo di linea, spostando il motore del DC-3, che poi tagliò la fusoliera. La coda dell'A-26 si staccò e due membri dell'equipaggio si lanciarono con il paracadute, ma solo uno sopravvisse. L'equipaggio del bombardiere morto era il Cpl. Robert B. Clapp e Cpl. Raleigh B. Allbaugh Jr., entrambi di Oklahoma City, Oklahoma. Il nome del membro dell'equipaggio sopravvissuto non è stato rilasciato a causa della censura in tempo di guerra. Il pilota del DC-3 è atterrato a pancia in giù in un campo di grano dopo una discesa di 20-30 secondi. Dei 20 passeggeri a bordo, solo un passeggero è rimasto ucciso: un bambino di due anni che ha riportato ferite alla testa. È morto durante il trasporto all'ospedale di Florence, Carolina del Sud. Risultano ferite in modo molto grave la madre e altre due persone, trasportate anch'esse all'ospedale di Florence.
Secondo il quotidiano "The State" del 13 luglio 1945 (pagina 1) l'ufficio relazioni con il pubblico del Florence Army Air Field la notte precedente rilasciò la seguente dichiarazione:
Un DC-3 della Eastern Air Lines, diretto a Miami da Washington, scampò miracolosamente alla distruzione alle 2:45 quando il suo pilota senior, G. D. Davis, di Miami, Florida, riportò il suo aereo danneggiato per un atterraggio sicuro dopo una collisione a mezz'aria con un velivolo militare bimotore.
Ci furono tre vittime, due dei quali militari, ma, a parte la magistrale manovrabilità del suo aereo da parte del pilota Davis, è quasi certo che sarebbero morti anche i 17 passeggeri e tre membri dell'equipaggio dell'aereo di linea.
Fino a quando i parenti più prossimi non saranno stati informati, i nomi delle vittime sono stati nascosti.
L'incidente avvenne a circa dieci miglia a ovest di Darlington, nella comunità di Syracuse. Dai resoconti dei testimoni oculari, inclusa la testimonianza di Davis e N. L. Martindale, copilota dell'aereo di linea, i due aerei si scontrarono durante il volo ad un'altitudine di circa 3.000 piedi con l'aereo di linea che si abbatté in preparazione ad un atterraggio in Columbia.
Il signor Davis disse che né lui né il suo copilota videro il bombardiere fino a poco prima dello schianto a mezz'aria. Anche i passeggeri dell'aereo non sono riusciti a vedere la nave. Nella collisione il motore sinistro dell'aereo di linea si spezzò e la fusoliera venne gravemente tagliata proprio a poppavia della cabina di pilotaggio.
Nonostante questo danno al suo aereo, Davis mantenne il pieno controllo del volo e portò il suo aereo per un atterraggio di emergenza.
Il bombardiere, secondo i resoconti dei testimoni, precipitò a terra mentre solo uno dei tre occupanti si paracadutò per mettersi in salvo. Anche se non gravemente ferito, l'unico membro del bombardiere che si è lanciato con il paracadute non ha potuto essere interrogato questa sera.
Morì un occupante dell'aereo di linea.